# 夜半鎗聲

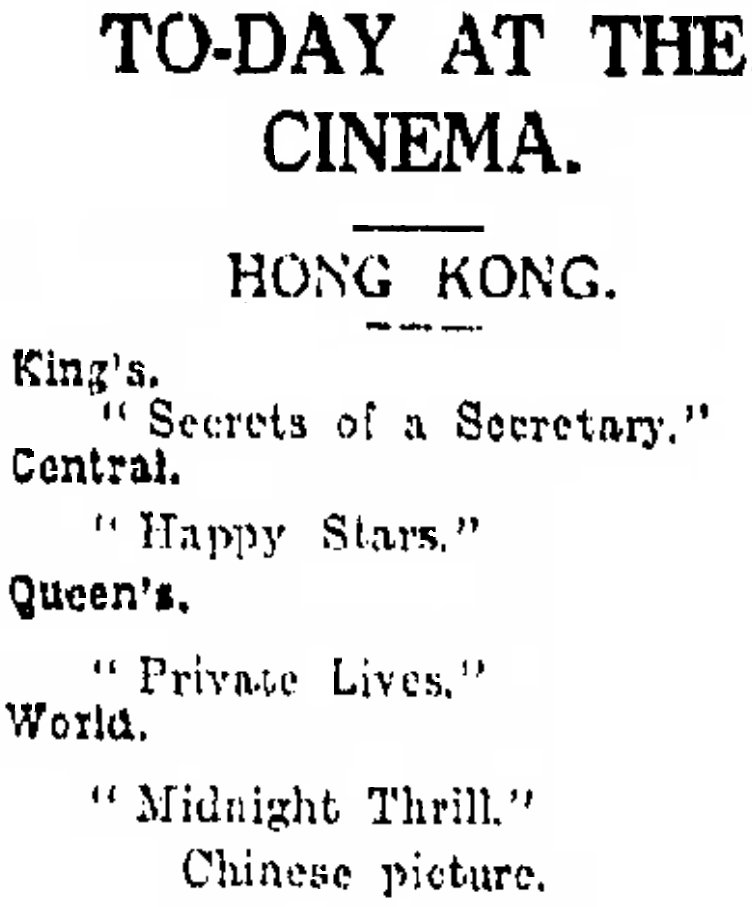
1932年6月2日，星期四，香港島的電影院放映的電影：（一）娛樂戲院（King's Theatre）：1931年劇情片《女祕書之秘密（Secrets of a Secretary）》；（二）中央戲院（Central Theatre）：1931年主演的上海國語喜劇片《銀星幸運（Happy Stars）》，該片由胡蝶主演；（三）皇后戲院（Queen's Theatre）：1931年的喜劇片《私人秘史（Private Lives）》；（四）新世界戲院（New World Theatre）：1932年的偵探默片《夜半鎗聲（Midnight Thrill）》，該片乃名園遊樂場露天攝影場的第三齣出品。

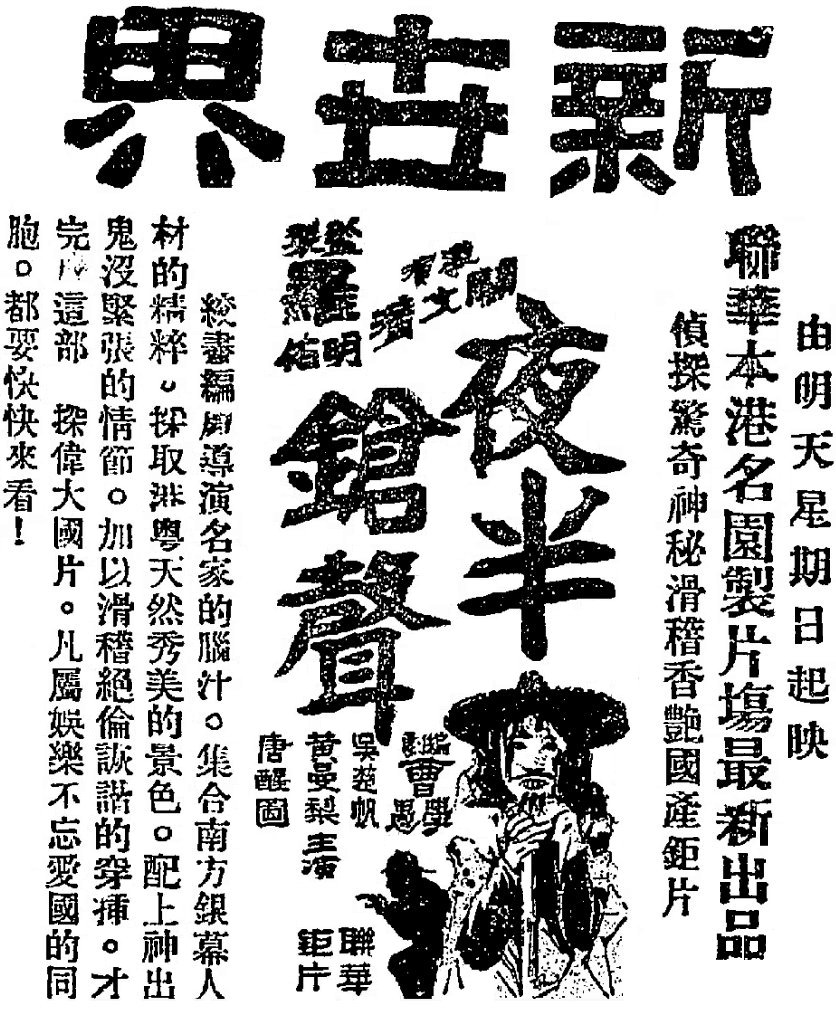
1932年5月28日，星期六，偵探、驚奇、神秘、滑稽、香艷國產鉅片《夜半鎗聲（Midnight Thrill）》將要在香港新世界戲院公映的宣傳廣告：「絞盡編劇、導演名家的腦汁，集合南方銀幕人材的精粹。採取港粵天然秀美的景色，配上神出鬼沒緊張的情節，加以滑稽絕倫詼諧的穿插，才完成這部偵探偉大國片。滬上女明星黃曼梨、港中交際花唐醒圖、鐘聲社劇員吳楚帆、著名滑稽家何大傻（Mr. Ho Tai So），並聯華演員養成所，全體男女學員拍演。凡屬娛樂不忘愛國的同胞，都要快快來看！」

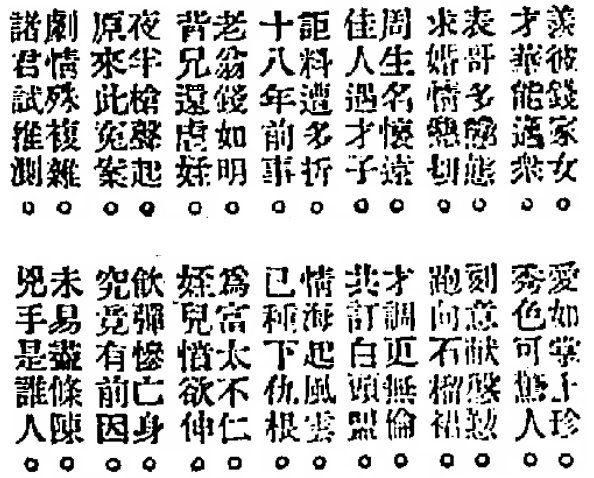
1932年偵探默片《夜半鎗聲（Midnight Thrill）》廣告所顯示的電影本事。

《夜半鎗聲》是「香港首部偵探片」，亦是『華南電影皇帝』吳楚帆主演的第一齣電影。這部默片是上海聯華影業公司 （英語：United Photoplay Service Ltd.）香港名園攝影場（聯華三廠）繼1931年11月發行愛情勵志默片《鐵骨蘭心》、1932年4月發行的佛教教義默片《古寺鵑聲》後，第三部出品。

## 演員表
- 鐘聲慈善社（英語：Chung Sing Benevolent Society）的話劇演員吳楚帆飾演一名為富不仁的富翁錢如明；
- 黃曼梨飾演其獨生女錢淑嫻；
- 唐醒圖飾演富翁錢如明的妾侍；
- 李鐵飾演一名才子周懷遠；
- 何大傻飾演富翁錢如明的外甥李夢求；
- 胡藝星 （胡戎）飾演富翁錢如明的姪兒錢務能；
- 陳武揚飾演錢家的僕人。
- 上海聯華影業公司，香港名園製片場演員養成所，全體男女學員合演。

## 電影本事[4]
- 當時在香港報紙所刊載的廣告語句：
  - 羨彼錢家女，愛如掌上珍，才華能邁眾，秀色可驚人。
  - 表哥多戇態，刻意獻慇懃，求婚情懇切，跑向石榴裙。
  - 周生名懷遠，才調更無倫，佳人遇才子，共訂白頭盟。
  - 詎料遭多折，情海起風雲，十八年前事，已種下仇恨。
  - 老翁錢如明，為富太不仁，背兄還虐姪，姪兒憤欲伸。
  - 夜半鎗聲起，飲彈慘亡身，原來此冤案，究竟有前因。
  - 劇情殊複雜，未易盡條陳，諸君試推測，兇手是誰人。

## 其它姊妹作品
- 1931年11月公映香艷愛情勵志默片《鐵骨蘭心》
  - 聯華三廠處女作，石友于、馮潔貞、麥毅漢 、何大傻 、葉培基、林婉憐主演。
- 1932年4月公映佛教教義片默片《古寺鵑聲》
  - 聯華三廠第二次出品，薛兆榮、黃曼梨主演。
- 1933年倫理奇情動作默片《暗室明珠》
  - 聯華港三廠第四次出品，亦乃最後出品，石友于、吳楚帆、黃曼梨主演。

## 外部連結
- 香港影庫上《夜半鎗聲》的資料（繁體中文）
- YouTube上的默片《夜半鎗聲（Midnight Thrill）》的本事